# ویرتنن (دهانه)
ویرتنن یک دهانه برخوردی در ماه‌ است.

## دهانه‌های اقماری
این دهانه ۴ دهانه اقماری دارد.
| Virtanen | عرض جغرافیایی | طول جغرافیایی | قطر          |
| -------- | ------------- | ------------- | ------------ |
| C        | ۱۷.۳° N       | ۱۷۸.۲° E      | ۲۰.۰ کیلومتر |
| B        | ۱۷.۸° N       | ۱۷۷.۸° E      | ۲۴.۰ کیلومتر |
| Z        | ۱۶.۵° N       | ۱۷۶.۶° E      | ۳۱.۰ کیلومتر |
| J        | ۱۴.۰° N       | ۱۷۷.۹° E      | ۲۱.۰ کیلومتر |